# Get Stupid
Get Stupid è un singolo del cantante britannico Aston Merrygold, sua prima pubblicazione da solista in seguito alla sua attività nella band vocale JLS.

## Promozione
In seguito alla pubblicazione del singolo, Merrygold ha eseguito varie esibizioni dal vivo, avendo modo di cantare il brano in trasmissioni televisive come The Late Late Show with James Corden, Fusion Festival 2015 e Battiti Live.
Nel 2018, Get Stupid è stata inclusa in uno spot pubblicitario relativo al telefonino Samsung Galaxy S9 e Merrygold ha avuto modo di eseguire il brano dal vivo durante un evento organizzato dalla stessa Samsung durante il MWC Barcellona 2018.

## Classifiche

### Classifiche settimanali
| Classifica (2015) | Posizione raggiunta |
| ----------------- | ------------------- |
| Australia         | 10                  |
| Irlanda           | 72                  |
| Regno Unito       | 28                  |

### Classifiche annuali
| Classifica (2015) | Posizione raggiunta |
| ----------------- | ------------------- |
| Australia         | 95                  |